# Liste de jeux Windows (G)
Cette liste de jeux Windows dont le titre commence par la lettre G recense des jeux vidéo sortis sur le système d'exploitation Windows pour PC.
Pour un souci de cohérence, la liste utilise les noms français des jeux, si ce nom existe.
Cette liste est découpée, il est possible de naviguer entre les pages via le sommaire.
- G.I. Combat
- G-Darius
- G-Force
- G-Nome
- G-Police
- Gabriel Knight: Sins of the Fathers
- Gabriel Knight: Sins of the Fathers - 20th Anniversary
- Gabriel Knight : Énigme en Pays cathare
- Gadget et Gadgetinis
- Gadget Trial
- Gadget Invention, Travel and Adventure
- Gal*Gun: Double Peace
- Galactic Assault: Prisoner of Power
- Galactic Civilizations
  - Galactic Civilizations: Altarian Prophecy
- Galactic Civilizations II: Dread Lords
  - Galactic Civilizations II: Dark Avatar
  - Galactic Civilizations II: Twilight of the Arnor
- Galactic Civilizations III
- Galactic Keep
- Galaga : Objectif Terre
- Galapagos: Mendel's Escape
- Galak-Z: The Dimensional
- Galaxy Angel Eternal Lovers
- Galaxy on Fire 2
- Galcon Fusion
- Galcon Legends
- Galcon 2: Galactic Conquest
- Galère des étoiles, La
- Galidor: Defenders of the Outer Dimension
- Game Dev Story
- Game Dev Tycoon
- Game of Life, The (1998)
- Game of Life, The (2013)
- Game of Life, The: The Official 2016 Edition
- Game of Life, The: Path to Success
- Game of Life, The: SpongeBob SquarePants Edition
- Game of Thrones : Le Trône de fer
- Game of Thrones: A Telltale Games Series
- Game Tycoon
- Games of Glory
- Gang Beasts
- Gang de requins
- Gang Land
- Gangsters : Le Crime organisé
- Gangsters 2
- Gardens Between, The
- Gardien des ténèbres, Le
- Gardiens de la Galaxie, Les
- Gardiens de la Terre du Milieu
- Garfield
- Garfield 2
- Garfield Kart
- Garfield: Caught in the Act
- Garfield: Lasagna World Tour
- Garfield : Sauver Arlène
- Garfield's Wild Ride
- Garou: Mark of the Wolves
- Garry's Mod
- Garshasp: The Monster Slayer
- Gary Grigsby's Pacific War
- Gary Grigsby's World at War
  - Gary Grigsby's World at War: A World Divided
- Gast : Le Petit Fantôme
- Gates of Skeldal
- Gatling Gears
- Gauge
- Gauntlet
- Gbrainy
- GCompris
- Gearheads
- Gears of War
- Gears of War 4
- Gears 5
- Gears Tactics
- Gemini Rue
- Gene Troopers
- Geneforge
- Geneforge 2
- Geneforge 3
- Geneforge 4: Rebellion
- Geneforge 5: Overthrow
- Généralissime
- Generation Zero
- Genesis Alpha One
- Genesis Rising : L'Ère de la génétique
- Genesys
- Genetic Disaster
- Genewars
- Genghis Khan: Aoki Ookami to Shiroki Mejika IV
- Genshin Impact
- Gensô Sangokushi
- Gensô Sangokushi II
- Geometry Dash
- Geometry Wars: Retro Evolved
- Geo-Political Simulator 3: Masters of the World
- Geo-Political Simulator 4: Power and Revolution
- Georges le petit curieux
- Get Even
- Get Medieval
- Getting Over It with Bennett Foddy
- Gex
- Gex: Enter the Gecko
- Ghost Master
- Ghost of a Tale
- Ghost of Tsushima
- Ghost Pirates of Vooju Island
- Ghostbusters
- Ghostbusters: Sanctum of Slime
- Ghostrunner
- Ghostrunner 2
- Ghostwire: Tokyo
- Giana Sisters 2D
- Giana Sisters: Twisted Dreams
- Giants: Citizen Kabuto
- Gibbous - A Cthulhu Adventure
- Gift
- Gigantic
- GIGN Anti-Terror Force
- Gish
- Gladiator: Sword of Vengeance
- Gladiators, The: Galactic Circus Games
- Gladiators of Rome, The
- Gladius: Relics of War
- Glest
- Glitchskier
- Global Agenda
- Global Air Traffic Control
- Global Domination
- Global Operations
- Globetrotter
- Globetrotter 2
- Glory of the Roman Empire
- Glove on Fight
- Glover
- GLTron
- GM Hockey 2009
- GM Hockey Renaissance
- GNOG
- GNUbik
- GNU Go
- Go Professional II
- Goat Simulator
- Gobliiins
- Gobliins 2: The Prince Buffoon
- Goblins 3
- Gobliiins 4
- God Eater 2
- God Eater 3
- God Mode
- God of War (2018)
- Godfall
- Gods and Generals
- Gods and Heroes: Rome Rising
- Gods Eater Burst
- Gods Will Be Watching
- Godus
- Going Medieval
- Golden Horde, The
- Golf Academy
- Golf Club, The
- Golf Club 2, The
- Golf Club 2019 featuring PGA Tour, The
- Golf Club VR, The
- Golf Resort Tycoon
- Golf Resort Tycoon II
- Gone Home
- Gonner
- Goodbye Deponia
- Google Lively
- Gooka : Le Mystère de Janatris
- Gore: Ultimate Soldier
- Gorasul : L'Héritage du dragon
- Gorky 17
- Gorky Zero: Beyond Honor
- Gorogoa
- Gotcha!
- Gotham City Impostors
- Gotham Knights
- Gothic
- Gothic 2
  - Gothic 2 : La Nuit des corbeaux
- Gothic 3
  - Gothic 3: Forsaken Gods
- GP 500
- Gradius Deluxe Pack
- Granado Espada
- Granblue Fantasy Versus
- Grand Ages: Rome
- Grand Prix 3
- Grand Prix 4
- Grand Prix Legends
- Grand Prix Manager
- Grand Prix Manager 2
- Grand Prix World
- Grand Theft Auto
- Grand Theft Auto: London 1969
- Grand Theft Auto 2
- Grand Theft Auto III
- Grand Theft Auto: Vice City
- Grand Theft Auto: San Andreas
- Grand Theft Auto: The Trilogy
- Grand Theft Auto IV
  - Grand Theft Auto: The Lost and Damned
  - Grand Theft Auto: The Ballad of Gay Tony
  - Grand Theft Auto: Episodes from Liberty City
- Grand Theft Auto V
  - Grand Theft Auto: Online
- Grande Aventure Lego, le jeu vidéo (La)
- Grande Aventure Lego 2, le jeu vidéo (La)
- Grande Évasion, La
- Grandes Aventures de Wallace et Gromit, Les
- Grandes Invasions, Les : 350-1066'
- Grandia
- Grandia II
- Grandia Online
- Granny et Granny: Chapter Two
- Grass Mud Horse
- Gratuitous Space Battles
- Graveyard, The
- Gravel
- Graveyard Keeper
- Gravity Bone
- Gravity Ghost
- Gray Matter
- Great Ace Attorney, The: Adventures
- Great Ace Attorney 2, The: Resolve
- Great Art Race, The : La Course aux tableaux perdus
- Great Battles of Alexander, The
- Great Battles of Caesar, The
- Great Battles of Hannibal, The
- Great Courts 2
- Greed Corp
- GreedFall
- Green Green
- Green Hell
- Gregory and the Hot Air Balloon
- Gremlins, Inc.
- Gray Dawn
- Grey Goo
- Grey's Anatomy, le jeu vidéo
- Greyhill Incident
- GRID 2
- GRID Autosport
- GRID (2019)
- Grid Runner
- Gridrunner Revolution
- Grim Dawn
- Grim Fandango
- Grinch, The
- Grinder, The
- Grip: Combat Racing
- Gris
- Grom
- Groove Coaster
- Grouch
- Ground Control
  - Ground Control: Dark Conspiracy
- Ground Control II: Operation Exodus
- Grounded
- Groundhog Day: Like Father Like Son
- Grow Home
- Grow Up
- Gruntz
- GT Legends
- GTFO
- GTI Racing
- GT-R 400
- GTR: FIA GT Racing Game
- GTR 2: FIA GT Racing Game
- GTR 3: FIA GT Racing Game
- Guacamelee!
- Guacamelee! 2
- Guardians of the Galaxy: The Telltale Series
- Guerre de 100 ans, La
- Gubble
- Guerre des mondes, La
- Guignols de l'info… le jeu !, Les
- Guignols de l'info, Les : Le Cauchemar de PPD
- Guild 2, The
  - Guild 2, The: Pirates of the European Seas
  - Guild 2, The: Venice
  - Guild 2, The: Renaissance
- Guild 3, The
- Guild of Dungeoneering
- Guild Wars Prophecies
  - Guild Wars Factions
  - Guild Wars Nightfall
  - Guild Wars: Eye of the North
- Guild Wars 2
  - Guild Wars 2: Heart of Thorns
  - Guild Wars 2: Path of Fire
- Guilty Gear
- Guilty Gear 2: Overture
- Guilty Gear Isuka
- Guilty Gear X
- Guilty Gear X2 Reload
- Guilty Gear XX Accent Core Plus R
- Guilty Gear Xrd
- Guitar Hero 3: Legends of Rock
- Guitar Hero: Aerosmith
- Guitar Hero: World Tour
- Gulf War: Operation Desert Hammer
- Gun
- Gun Metal
- GunBound
- Gundam 0079: The War for Earth
- Gundam Tactics: Mobility Fleet0079
- Gunlock
- Gunlok
- Gunman Chronicles
- Gunman Clive
- Gunman Clive 2
- Gunpoint
- Gunroar
- Gunship!
- Guns of Icarus Online
- Gunstar Heroes
- GunZ: The Duel
- GunZ 2
- Gurumin : Une aventure monstrueuse
- Guy Game, The
- Guy Roux Football Manager Pro
- Guy Roux Manager 98
- Guy Roux Manager 99
- Guy Roux Manager 2000
- Gwent: The Witcher Card Game
- Gylt
- Gyromancer

| Sommaire : | Haut - A B C D E F G H I J K L M N O P Q R S T U V W X Y Z 0-9 |